# 安娜贝拉 (犹他州)
安娜贝拉（英文：Annabella），是美国犹他州塞维尔县下属的一座城市。建市于 1871年，面积大约为0.7平方英里（1.8平方公里），海拔约为5,292英尺（1,613米）。根据2010年美国人口普查，该市有人口795人。